# Podoscypha glabrescens
Podoscypha glabrescens är en svampart som först beskrevs av Berk. & M.A. Curtis, och fick sitt nu gällande namn av Boidin 1959. Podoscypha glabrescens ingår i släktet Podoscypha och familjen Meruliaceae.   Inga underarter finns listade i Catalogue of Life.